# Mario Duplantier
Mario Duplantier (n. 19 iunie 1981, Bayonne, Aquitaine, Franța) este muzician și baterist al trupei franceze de groove/progresiv/death-metal Gojira.
Albume cu Gojira
- Terra Incognita (2001)
- The Link (2003)
- From Mars to Sirius (2005)
- The Way of All Flesh (2008)
- L'Enfant Sauvage (2012)
- Magma (2016)
- Fortitude (2021)